# バーベキュー・スパゲッティ
バーベキュー・スパゲッティ（英: barbecue spaghetti）は米国テネシー州メンフィスの郷土料理で、プルドポーク、野菜、バーベキューソースからなるソースをスパゲッティにかけたもの。メンフィスのバーベキューレストランでサイドメニューとして提供されることがある。『サザン・リビング』はこの料理を「アイコン」と呼び、「おそらくメンフィスが生み出したもっとも非凡な発明品」と評した。『ハフポスト』は「メンフィスの名物」とした。

## 調理法・食べ方
バーベキュー・スパゲッティの材料にはプルドポーク（スモークして細かくほぐした豚肉）が用いられる。等量のマリナーラソースとバーベキューソースがベースで、タマネギやピーマンなどを煮込んでからポークを加える。とろみの度合いはバーベキューソースに近い。スパゲッティは柔らかめに茹でて熱いソースと和える。サイドメニューとしてもメインとしても食べられる。

## 歴史
この料理を作り出したのは鉄道食堂車の料理人だったブレイディ・ヴィンセントである。ヴィンセントが開いたバーベキューレストラン「ブレイディ・アンド・リルズ」は、1980年にフランク・ヴァーノンとヘイゼル・ヴァーノンの所有に変わり、「ザ・バーBQ・ショップ」と改名されている。1970年代後半に「インターステート・バーBQ」を開店したジム・ニーリーもヴィンセントからバーベキュー・スパゲッティのレシピを受け継いでいる。二ーリーはソースのレシピに改良を加え、ポークリブの裏側の膜をピーマンやタマネギとともに鍋で煮込むようにした。
マサチューセッツ州ケンブリッジでも、レストラン「ステートパーク」がバーベキューソースをベースにしたマリナーラソースにプルドポークを加えた「メンフィスBBQスパゲッティ」を提供している。

## 類似の料理
社会学者ジョン・シェルトン・リードは「バーベキュー・スパゲッティとスパゲッティ・ボロネーゼの関係は、シンシナティ・チリとテックス・メックス料理のチリの関係のようなものだ」と述べている。バナナケチャップとソーセージでソースを作る類似の料理にフィリピーノ・スパゲッティがある。

### 訳注
1. ↑  "extra back flap meat from a rack of ribs" はを参考に訳した。